# Vanádium-pentafluorid
A vanádium-pentafluorid szervetlen vegyület, képlete VF5. Színtelen, illékony folyadék. Erősen reakcióképes – szerves vegyületek fluorozására képes.

## Tulajdonságai, szerkezete
A vegyület gázállapotban monomer, elektrondiffrakciós vizsgálatok alapján molekulái D3h szimmetriájú trigonális bipiramis alakúak. Szilárd állapotban polimer, melyben az oktaéderes vanádiumközpontokat fluoridhíd köti össze.
A VF5 képződési entalpiája −1429,4 ± 0,8 kJ/mol.
Ez az egyetlen ismert vanádium-pentahalogenid.

## Előállítása
A vanádium-pentafluorid előállítható vanádium fluorozásával:
{\displaystyle {\ce {2 V +5 F2 -> 2 VF5}}}
Ezenkívül vanádium-tetrafluorid bomlásakor a szilárd trifluoriddal egyenlő mennyiségben keletkezik:
{\displaystyle {\ce {2 VF4 -> VF3 + VF5}}}
Ez az átalakulás 650 °C-on megy végbe. Ezenkívül nyersanyagok és ipari koncentrátumok elemi fluorral történő reakciójával is előállítható ipari mértékben. Ilyen nyersanyagok például a vanádium, a ferrovanádium, a vanádium-pentoxid és a vanádium-tetrafluorid.
A VF5 folyékony állapotban ionizálódik, ezt jelzik a magas Trouton-állandója és elektromos vezetőképessége is.

## Jellemzői, reakciókészsége
Ezen erősen korrozív anyag iránt az 1950-es években kezdett megjelenni az érdeklődés, amit fizikokémiai tulajdonságainak kiterjedt kutatása is jelez. Erős fluorozó- és oxidálószer. Az elemi ként kén-tetrafluoriddá oxidálja:
{\displaystyle {\ce {S +4 VF5 -> 4 VF4 +SF4}}}
Más elektrofil fém-halogenidekhez hasonlóan hidrolizál, először az oxihalogeniddé, majd a biner oxiddá:
{\displaystyle {\ce {VF5 + H2O ->VOF3 +2 HF}}}
{\displaystyle {\ce {2 VOF3 +3 H2O ->V2O5 +6 HF}}}
A hidrolízist gyorsítják a bázisok. Bár hidrolízisre hajlamos, alkoholokban oldódik.
Lewis-sav, ahogy a hexafluorovanadát keletkezése is tükrözi:
{\displaystyle {\ce {VF5 + KF -> KVF6}}}
A vanádium-pentafluorid gyengébb sav, és főképp oxidációkban és fluorozásban vesz részt.
A vegyület a polifluoralkéneket polifluoralkánokká fluorozza.
A vegyület reakció nélkül oldódik folyékony Cl2-ban és Br2-ban. A VF5 kis mértékben oldódik HF-ban is.

## Fordítás
Ez a szócikk részben vagy egészben  a   Vanadium pentafluoride című angol Wikipédia-szócikk ezen változatának fordításán alapul.  Az eredeti cikk szerkesztőit annak laptörténete sorolja fel. Ez a jelzés csupán a megfogalmazás eredetét és a szerzői jogokat jelzi, nem szolgál a cikkben szereplő információk forrásmegjelöléseként.